# Ibrahim Sabra
 (mars 2025).
Pour les articles homonymes, voir Sabra.
Ibrahim Sabra, né le 1er février 2006 à Amman, est un footballeur international jordanien. Il joue au poste d'attaquant à Göztepe SK.

## Carrière

### En club
Il signe son premier contrat avec Al-Weehdat Club le 23 mai 2023. 
Le 30 juin 2025, le club de Süper Lig Göztepe a signé un contrat de 4+1 ans avec Sabra. 

### En sélection
Il joue son premier match international le 27 août 2024 contre la Corée du Nord en amical.

## Palmarès
- Vainqueur de la coupe de Jordanie en 2023-2024